# Challenger de Drummondville
Il Challenger de Drummondville, noto come Challenger Banque Nationale per motivi di sponsorizzazione, e in precedenza come Men's Rimouski Challenger, è un torneo professionistico di tennis giocato sul cemento indoor, che fa parte dell'ATP Challenger Tour. Si gioca annualmente dal 2006 nella provincia francofona del Québec, in Canada. Le prime otto edizioni, dal 2006 al 2008 e dal 2010 al 2014, si sono svolte al Club Tennis de Rimouski di Rimouski; nel 2015 il torneo è stato spostato 400 km a sud-est, nei pressi di Montréal, il capoluogo del Québec. Da allora si tengono al Tennis intérieur René-Verrier di Drummondville.

## Albo d'oro

### Singolare
| Anno                       | Campione           | Finalista          | Punteggio            |
| -------------------------- | ------------------ | ------------------ | -------------------- |
| 2024                       | Aidan Mayo         | Chris Rodesch      | 6–3, 3–6, 6–4        |
| 2023                       | Zizou Bergs        | James Duckworth    | 6–4, 7–5             |
| 2022                       | Vasek Pospisil     | Michael Mmoh       | 7–6(5), 4–6, 6–4     |
| 2021                       | Non disputato      | Non disputato      | Non disputato        |
| 2020                       | Maxime Cressy      | Arthur Rinderknech | 6(4)–7, 6–4, 6–4     |
| 2019                       | Ričardas Berankis  | Yannick Maden      | 6–3, 7–5             |
| 2018                       | Denis Kudla        | Benjamin Bonzi     | 6–0, 7–5             |
| 2017                       | Denis Shapovalov   | Ruben Bemelmans    | 6–3, 6–2             |
| 2016                       | Daniel Evans       | Edward Corrie      | 6–3, 6–4             |
| 2015                       | John-Patrick Smith | Frank Dancevic     | 6(11)–7, 7–6(3), 7–5 |
| A Drummondville (dal 2015) |                    |                    |                      |
| 2014                       | Samuel Groth       | Ante Pavić         | 7–6(3), 6–2          |
| 2013                       | Rik De Voest (2)   | Vasek Pospisil     | 7–6(6), 6–4          |
| 2012                       | Vasek Pospisil     | Maxime Authom      | 7–6(6), 6–4          |
| 2011                       | Fritz Wolmarans    | Bobby Reynolds     | 6(2)–7, 6–3, 7–6(3)  |
| 2010                       | Rik De Voest (1)   | Tim Smyczek        | 6–0, 7–5             |
| 2009                       | Non disputato      | Non disputato      | Non disputato        |
| 2008                       | Ryan Sweeting      | Kristian Pless     | 6–4, 7–6(3)          |
| 2007                       | Brendan Evans      | Ilija Bozoljac     | 6(3)–7, 6–4, 6–4     |
| 2006                       | Kristian Pless     | Lu Yen-hsun        | 6–4, 7–6(5)          |
| A Rimouski (2006-2014)     |                    |                    |                      |

### Doppio
| Anno                       | Campioni                             | Finalista                            | Punteggio           |
| -------------------------- | ------------------------------------ | ------------------------------------ | ------------------- |
| 2024                       | Robert Cash James Tracy              | Liam Draxl Cleeve Harper             | 6–2, 6–4            |
| 2023                       | André Göransson Toby Samuel          | Liam Draxl Giles Hussey              | 6(2)–7, 6–3, [10–8] |
| 2022                       | Julian Cash Henry Patten             | Arthur Fery Giles Hussey             | 6–3, 6–3            |
| 2021                       | Non disputato                        | Non disputato                        | Non disputato       |
| 2020                       | Manuel Guinard Arthur Rinderknech    | Roberto Cid Subervi Gonçalo Oliveira | 7–6(4), 7–6(3)      |
| 2019                       | Scott Clayton Adil Shamasdin (2)     | Matt Reid John-Patrick Smith         | 7–5, 3–6, [10–5]    |
| 2018                       | Joris De Loore Frederik Nielsen      | Luis David Martínez Filip Peliwo     | 6–4, 6–3            |
| 2017                       | Samuel Groth (2) Adil Shamasdin (1)  | Matt Reid John-Patrick Smith         | 6–3, 2–6, [10–8]    |
| 2016                       | James Cerretani Max Schnur           | Daniel Evans Lloyd Glasspool         | 3–6, 6–3, [11–9]    |
| 2015                       | Philip Bester Chris Guccione         | Frank Dancevic Frank Moser           | 6–4, 7–6(6)         |
| A Drummondville (dal 2015) |                                      |                                      |                     |
| 2014                       | Edward Corrie Daniel Smethurst       | Germain Gigounon Olivier Rochus      | 6–2, 6–1            |
| 2013                       | Samuel Groth (1) John-Patrick Smith  | Philipp Marx Florin Mergea           | 7–6(5), 7–6(7)      |
| 2012                       | Tomasz Bednarek Olivier Charroin     | Jaan-Frederik Brunken Stefan Seifert | 6–3, 6–2            |
| 2011                       | Treat Conrad Huey Vasek Pospisil (2) | David Rice Sean Thornley             | 6–0, 6–1            |
| 2010                       | Kaden Hensel Adam Hubble             | Scott Lipsky David Martin            | 7–6(5), 3–6, [11–9] |
| 2009                       | Non disputato                        | Non disputato                        | Non disputato       |
| 2008                       | Vasek Pospisil (1) Milos Raonic      | Kristian Pless Michael Ryderstedt    | 5–7, 6–4, [10–6]    |
| 2007                       | Daniel King-Turner Robert Smeets     | Brendan Evans Alberto Francis        | 7–5, 6(7)–7, [10–7] |
| 2006                       | Frederik Nielsen Kristian Pless      | Jasper Smit Martijn van Haasteren    | 6–2, 6–4            |
| A Rimouski (2006-2014)     |                                      |                                      |                     |